# Batalla de Idlib (2012)
La batalla de Idlib fue un enfrentamiento militar que se libró en la ciudad de Idlib, situada en el norte de Siria, empezando el 10 de marzo de 2012. La batalla tuvo lugar en una provincia considerada un bastión de la oposición armada al gobierno sirio y se libró en el contexto más amplio del Ejército sirio tratando de retomar algunos bastiones rebeldes. Después de tres días de combate, el ejército recuperó la ciudad.

## La batalla

### Bombardeo Inicial
En la mañana del 10 de marzo, el ejército sirio comenzó la ofensiva en gran medida por los bombardeos de la ciudad con artillería, morteros y tanques. Más tarde, la infantería apoyados por tanques comenzaron a moverse en Idlib desde el sudeste.  Los testigos describieron un impacto de proyectil cada minuto o dos en la ciudad, sin objetivos definidos. Los rebeldes no pudieron defenderse del bombardeo de la ciudad que se prolongó hasta la noche con una pausa al mediodía.

### El asalto terrestre
Tras el fin de los bombardeos, el ejército irrumpió en la ciudad con vehículos y tropas y comenzaron los combates. En el primer día de combates, el Observatorio Sirio para los Derechos Humanos (SOHR) con sede en Londres informó que 14 civiles perdieron la vida y que 150 personas habían sido detenidas por el ejército.  Otro reporte de muertes para el primer día del asalto fue que 16 combatientes rebeldes murieron en una emboscada tendida por las fuerzas leales a Al-Assad haciendo que venían a ayudar a sus compañeros de lucha en Idlib, mientras que cuatro soldados pro Al-Assad  murieron en otras partes de la ciudad. El comandante del ejército de Siria libre con sede en Turquía y activista dijo que sus soldados habían conseguido derribar un helicóptero y destruir los seis tanques durante la batalla. También dijo que 30 soldados habían desertado durante los combates, y que había dejado atrás 2 tanques. 
Otras unidades blindadas y de artillería llegaron fuera de Idlib el 11 de marzo y se comenzaron a desplegar en la ciudad el 12 de marzo.
Un activista estimó la cifra de muertos de la primera jornada en al menos 20 muertos basada en bajas llevadas a un hospital de la ciudad.  El Observatorio Sirio para los Derechos Humanos dijo que 7 leales habían sido asesinados en Idlib.  Medios de comunicación sirios dieron las identidades de 14 rebeldes muertos y sin bajas militares. Al Jazeera informó que el principal hospital fue tomado por el Ejército sirio y los rebeldes informaron a un periodista que pensaban que era sólo cuestión de tiempo antes de que el ciudad fuese retomada por el gobierno. Un residente de la ciudad dijo a Al Jazeera que muchas personas huyeron de la ciudad y que había francotiradores por todas partes. Agregó que las tropas del gobierno estaban llevando a cabo registros domiciliarios en cada casa para arrestar a miembros de la oposición y habló del saqueo que tiene lugar en la ciudad. 
Más de 30 muertos fueron llevados al mismo hospital en el segundo día de combates. El hospital no daba abasto con el número de heridos, y el parque utilizado para enterrar a los muertos en la batalla se llenó  rápidamente. Alrededor de la mitad de las personas que murieron eran civiles, fallecidas principalmente durante el bombardeo. 
Al Jazeera informó a los tres días de lucha que los soldados sirios del Ejército seguían bombardeando la ciudad al azar y los francotiradores estaban causando un aumento de las bajas civiles. Un corresponsal de Al Jazeera en el interior de Idlib presentó un reportaje en video, que muestra que la mayoría de los combatientes en la ciudad eran locales, tratando de defender a sus familias. Se dijo en el informe que la artillería no estaba dirigido hacia combatientes de la oposición, sino que fue más bien al azar en distintas partes del pueblo. El periodista mostró fragmentos de proyectiles que habían impactado en el pueblo. 
Un activista dijo que a los soldados del ejército sirio se les había concedido plena libertad para saquear todo, desde los hogares a comercios. Un activista de la oposición dijo que el Ejército tomó el control de partes de la ciudad. Se informó de los residentes de que el Ejército estaba quemando las casas de los activistas más conocidos, un residente dijo que 30 casas fueron incendiadas en total. Los activistas que describieron la situación dijeron que muchos residentes habían abandonado Idlib pero que el 85% de la población que aún permanecían en la ciudad. 
Tanto un periódico pro-gubernamental y la oposición SOHR reportó el 13 de marzo que el Ejército sirio tomó el control de la ciudad, con una ligera resistencia a operaciones de barrido en tres distritos. Así lo confirmó a la mañana siguiente, cuando activistas de la oposición informaron que el ejército había capturado la mayoría de Idlib, con sólo pequeños focos de resistencia del FSA que quedan en la ciudad. Un portavoz de la oposición anunció que los rebeldes se retiraron de la ciudad después de haber sido superados, lo que fue confirmado más tarde por fuentes cercanas a Al Jazeera . Una fuente informó que los últimos rebeldes que resistían habían dejado Idlib y que la ciudad estaba bajo el control total del ejército, sin más combates reportados.  Sin embargo, los tanques del ejército sirio y unidades de artillería continuaron bombardeando algunas zonas y alrededores de la ciudad, el segundo día de bombardeos pesados, para eliminar el restante pasado hold-outs de la resistencia anti-gobierno que se mantuvo atrincherado. Al final del día, el Arabiya AFP, AP, Al Jazeera y Al- también informaron que la ciudad fue reconquistada por el ejército sirio. 
Después de la batalla, el Ejército Sirio Libre huyó a Binnish después de retirarse de Idlib.  Dos periodistas turcos desaparecieron en la batalla. Los supervivientes del Ejército Sirio Libre contaron su historia, uno de ellos dijo que los soldados habían aplastado más de ocho cadáveres con vehículos blindados. Añadió que un trozo de metralla golpeó su grupo matando a tres combatientes e hiriendo a otros dos. Otro superviviente dijo que 16 combatientes de su grupo de 20 murieron en la batalla para defender la ciudad. Desde su reconquista la ciudad ha sido acordonada por las fuerzas de seguridad en busca de cualquier presunto rebelde y sospechan que cientos de soldados de la FSA huyeron a Turquía. Las autoridades sirias afirmaron que 130 hombres armados se rindieron en Idlib.

### Consecuencias
Un mes después, el 16 de abril, se informó de nuevos enfrentamientos en la ciudad de Idlib. [45] Esta lucha se produjo después de que el ejército sirio en Idlib matase a 26 civiles. [46] Dos días más tarde, a pesar de un alto el fuego organizado por la ONU, el sirio ejército bombardeó partes de la ciudad, debido a la continua presencia de combatientes de la oposición en esas áreas. Activistas en Idlib afirmaron que muchas personas habían muerto en los combates, a pesar de que las reclamaciones no pudieron ser verificadas independientemente.